# Acanthomenia arcuata
Acanthomenia arcuata is een Solenogastressoort uit de familie van de Acanthomeniidae. De wetenschappelijke naam van de soort is voor het eerst geldig gepubliceerd in 1999 door Scheltema.